# Alex Hawke

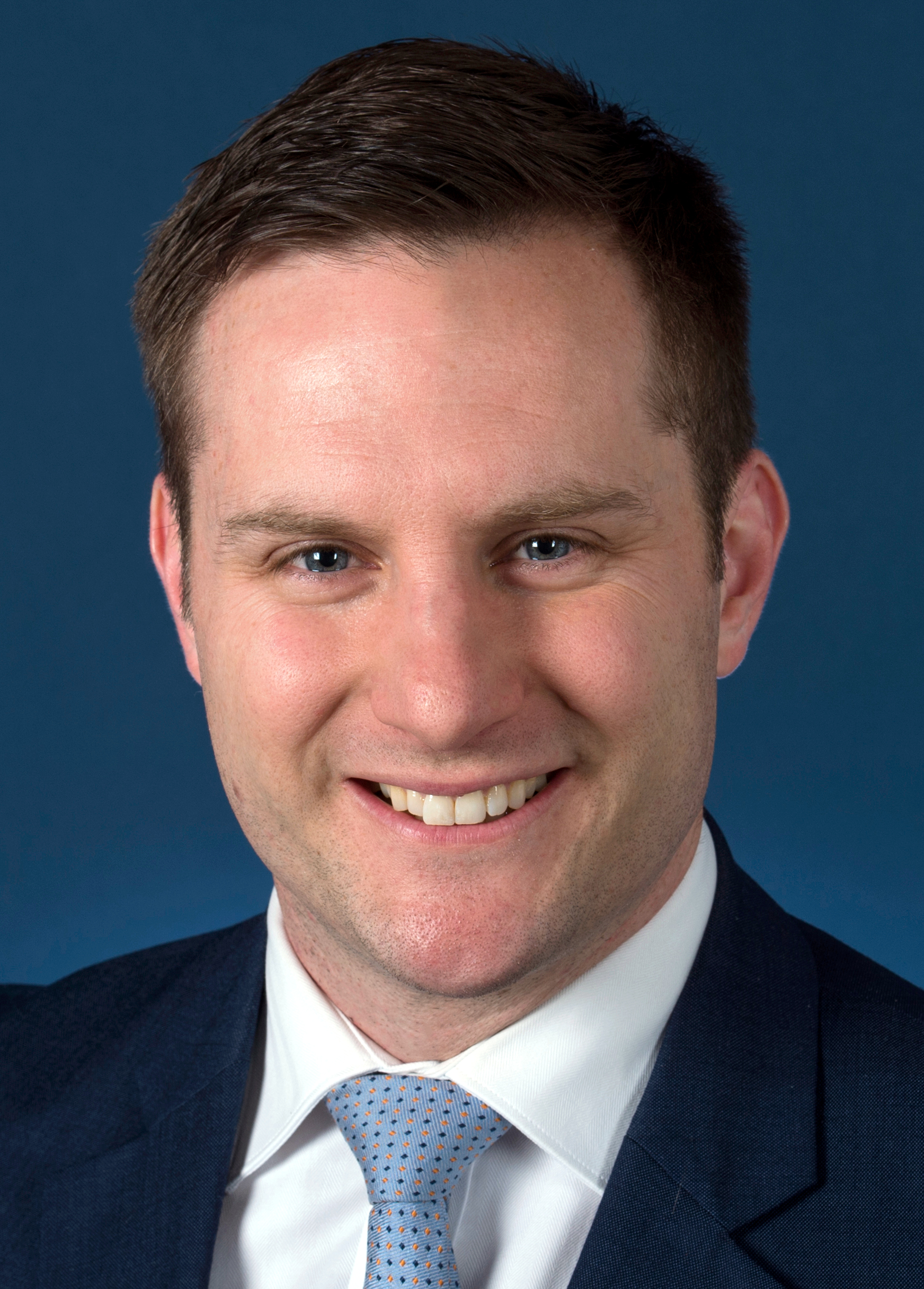
Alex Hawke (2016)

Alexander George Hawke (geboren am 9. Juli 1977 in Wollongong, New South Wales) ist ein australischer Politiker der Liberalen Partei, der seit 2007 als Abgeordneter für den Wahlbezirk Mitchell im Parlament Australiens sitzt. Von Dezember 2020 bis Mai 2022 war er unter Premierminister Scott Morrison Minister für Einwanderung, Staatsbürgerschaft, Migrationsdienste und multikulturelle Angelegenheiten. Zuvor war er von Mai 2019 bis Dezember 2020 Minister für internationale Entwicklung und den Pazifikraum und stellvertretender Verteidigungsminister sowie von 2018 bis 2019 Sonderstaatsminister im zweiten bzw. ersten Morrison-Kabinett. Von Dezember 2017 bis August 2018 war Hawke stellvertretender Innenminister der Regierung Turnbull II. Er war Bundes- und Landesvorsitzender der Jungen Liberalen.

## Leben
Hawke wurde am 9. Juli 1977 in Wollongong im Bundesstaat New South Wales geboren. Seine Mutter starb, als er 10 Jahre alt war, und er wurde von seinem Vater aufgezogen. Seine Großeltern mütterlicherseits wanderten 1953 aus dem Chortiatis in Griechenland ein.
Hawke besuchte die Hills Grammar School und die Cumberland High School. Anschließend studierte er an der Universität Sydney und schloss mit einem Bachelor of Arts und einem Master in Government and Public Affairs ab. Während seines Studiums trat er in die Reserve der Australian Army ein und diente sechs Jahre lang als Leutnant beim Royal Australian Armoured Corps und bei den 1st/15th Royal New South Wales Lancers.
Hawke war mit Rebecca Davie, einer Umweltanwältin, verheiratet. Sie lernten sich 2003 kennen und heirateten 2010, bevor sie sich im April 2013 trennten. Hawke heiratete später im Jahr 2013 Amelia McManus, eine politische Beraterin von Michael Keenan.
Hawke wurde als Anglikaner erzogen, gehört jedoch seit einigen Jahren der Hillsong Church an.

## Frühe politische Karriere

### Jungliberale Bewegung
Hawke trat 1995 der Liberalen Partei bei und wurde 2001 zum stellvertretenden Vorsitzenden der NSW-Abteilung der Jungliberalen Bewegung gewählt, 2002 wurde er deren Vorsitzender. Von 2002 bis 2005 war er Mitglied des Landesvorstands der Liberalen Partei NSW und wurde 2005 zum Bundesvorsitzenden der Jungen Liberalen gewählt. Er ist nach wie vor Mitglied des Wahlkampfausschusses der Liberalen Partei und Delegierter im Staatsrat der Liberalen Partei.
Er war einer der Initiatoren des Rechtsrucks bei den Jungen Liberalen.
Während seines Studiums arbeitete Hawke 1998 kurzzeitig in der Privatwirtschaft und wurde Assistant Manager bei Woolworths im Hills District. Nach seinem Abschluss war er ausschließlich als politischer Berater tätig, zunächst als Wahlkreisbetreuer von Ross Cameron, Mitglied des Parlaments für den Wahlbezirk Parramatta. Im Jahr 2001 begann er als Berater von Senatorin Helen Coonan, der damaligen Finanzministerin und stellvertretenden Schatzmeisterin, zu arbeiten und beriet sie während der Liquidation des Versicherungsunternehmens HIH Insurance in Steuer-, Renten- und Versicherungsfragen. Hawke war auch als Berater von David Clarke MLC und Ray Williams MP tätig.

### Frühe politische Ansichten
In einem Interview mit dem Sidney Morning Herald gab Hawke 2005 bekannt, dass er die Liberale Partei für die Heimat konservativer Werte halte und behauptete: „Niemand tritt der Liberalen Partei bei, um links zu sein. Wenn Sie für eine obligatorische Studentengewerkschaft, Drogenkonsumräume und die Herabsetzung des Schutzalters für Homosexuelle sind, können Sie die Grünen, Labor oder die Demokraten wählen.“
Einige Monate später zog Hawke eine erhebliche Kontroverse auf sich. Der ehemalige Oppositionsführer von New South Wales John Brogden beschuldigte Hawke, zu seinem Sturz beigetragen zu haben, indem er Informationen an die Medien und politische Gegner weitergegeben habe – eine Behauptung, die Hawke bestritt. Am nächsten Tag, dem 30. August 2005, wurde Brogden ins Krankenhaus eingeliefert, nachdem er in seinem Wahlbüro einen offensichtlichen Selbstmordversuch unternommen hatte. Brogdens Behauptungen wurden von Hawke vehement zurückgewiesen. Er log, als er erklärte: „Ich habe bisher mit keinem einzigen Journalisten, weder offiziell noch inoffiziell, über diese Angelegenheit gesprochen, und ich war bei der Veranstaltung, bei der Brogden diese Taten beging, nicht anwesend. Mir irgendeine Rolle in dieser peinlichen Episode zuzuschreiben, ist falsch und ich weise das entschieden zurück.“

### Vorwahlen
Am 16. Juni 2007 gewann Hawke die Vorwahlen der Liberalen Partei für den Wahlbezirk Mitchell mit 81 zu 20 Stimmen gegen David Elliott, den damaligen stellvertretenden Chef der Australian Hotels Association. Paul Blanch, ein Viehzüchter aus Orange, erhielt acht Stimmen. Alan Cadman, der seit 1974 Abgeordneter für den Wahlbezirk Mitchell war, entschied sich, die Vorwahl nicht anzufechten, wurde aber später mit den Worten zitiert, dies sei auf „unerbittliche Zweigstellenbildung innerhalb der Wählerschaft“ zurückzuführen. Nach seiner Vorwahl berichtete der Sydney Morning Herald über Hawkes Äußerungen, wonach er glaube, dass sich Australien zunehmend auf das amerikanische Modell des Konservatismus zubewegen werde, und dass „die beiden größten Kräfte für das Gute in der Geschichte der Menschheit der Kapitalismus und das Christentum sind, und wenn sie zusammenkommen, ist das ein sehr mächtiges Duo.“ Hawke wies verschiedene Berichte und Behauptungen, er sei ein Rechtsextremist, entschieden zurück und sagte, er vertrete die Werte seiner Wählerschaft.
Hawke galt als äußerst effektiv in seinen Fraktionsmanipulationen und wurde vom 2GB-Moderator Alan Jones als „ein Krebsgeschwür für die Liberale Partei in NSW“ bezeichnet.

### Abspaltung von der Rechten
2009 verließen Alex Hawke und seine Anhänger die rechte Fraktion der Liberalen Partei in NSW aufgrund von Streitigkeiten über widersprüchliche Vorwahleinflüsse mit dem NSW-Oberhausabgeordneten David Clarke. Hawke ging daraufhin ein Bündnis mit den NSW Moderates ein und beendete damit die Kontrolle der Rechten über die Partei. In den folgenden Jahren nutzte Hawke seine Machtposition im Landesvorstand, um die Moderaten dazu zu zwingen, Verbündete der Partei als Kandidaten der Liberalen aufzustellen, obwohl die Mitglieder der Ortsverbände dies nicht wünschten.

## Politische Karriere
Hawke wurde am 24. November 2007 als Abgeordneter für den Wahlbezirk Mitchell ins Parlament gewählt. Die Wähler stimmten mit 7,9 Prozentpunkten gegen die Liberalen, aber Hawke gewann den Sitz mit 61,6 Prozent der Stimmen auf einer Zwei-Parteien-Präferenzbasis.
In seiner Jungfernrede im Repräsentantenhaus beschrieb Hawke seine politischen Überzeugungen wie folgt: „Meine Art von Liberalismus interessiert sich mehr für das, was wir unterstützen, als für das, was wir ablehnen. Ich möchte mich nicht nur den Dingen widersetzen, die schädlich sind, sondern die Dinge unterstützen, die gut sind. Es ist für mich keine Genugtuung, mich dem Wachstum der staatlich geförderten Wohlfahrt zu widersetzen, wenn ich den Funken der Familie, des Unternehmertums, der Selbstständigkeit und der Menschenwürde nicht entfachen kann“, wofür er vom liberalen Politiker Tony Abbott für „eine großartige Jungfernrede, die einen robusten Ausdruck politischer Philosophie und eine Lobeshymne auf seine großartige Wählerschaft zu verbinden wusste“, gelobt wurde.
Bei der Parlamentswahl 2010 konnte Hawke seinen Vorsprung ausbauen. Da Gould erneut gegen ihn antrat, verzeichnete Hawke einen Vorsprung von 7,9 Punkten und gewann den Sitz mit 67,2 Prozent der von zwei Parteien bevorzugten Stimmen.
Im September 2015 wurde Hawke zum stellvertretenden Minister des Schatzmeisters im Kabinett Turnbull I befördert. Nach der Wiederwahl der Turnbull-Regierung diente Hawke zwischen dem 19. Juli 2016 und dem 20. Dezember 2017 als stellvertretender Minister des Ministers für Einwanderung und Grenzschutz.

### Morrison-Regierung
Während des Führungswechsels der Liberalen Partei im Jahr 2018 war Hawke ein starker Unterstützer von Scott Morrison und wurde zusammen mit Steve Irons und Stuart Robert als Teil seines inneren Kreises betrachtet. Hawke galt als taktischer Anführer der Bemühungen, Premierminister Malcolm Turnbull abzusetzen. Nach dem ersten Spill am 21. August 2018, bei dem Peter Dutton Turnbull erfolglos herausforderte, begann Hawke, die Stimmen für Morrison zu mobilisieren, der daraufhin Dutton und Julie Bishop in einem zweiten Wahlgang am 24. August besiegte. Es gab auch Behauptungen, dass Hawke über Insiderinformationen verfügte, die von Bert van Manen, einem der stellvertretenden Fraktionsvorsitzenden, stammten, der auch Teil von Morrisons Bibelgruppe war.
Im Mai 2019 wurde Hawke zum Minister für internationale Entwicklung und den Pazifikraum sowie zum stellvertretenden Verteidigungsminister ernannt. Im Dezember 2020 wurde Hawke zum Minister für Einwanderung, Staatsbürgerschaft, Migrationsdienste und multikulturelle Angelegenheiten im Ministerium von Morrison ernannt.

### Politische Ansichten
Hawke ist persönlich ein Gegner der gleichgeschlechtlichen Ehe und sagte in der Debatte, er vertrete „nicht die Ansicht, dass Menschen vor dem Gesetz nicht gleich behandelt werden sollten“. Er behauptete, die Familie sei die Grundlage der Gesellschaft und die gleichgeschlechtliche Ehe untergrabe diese. Er forderte eine Gewissensabstimmung im Parlament zu diesem Thema. Berichten zufolge enthielt er sich bei der Schlussabstimmung über das Gesetz zur Änderung der Ehe (Definition und religiöse Freiheiten) von 2017, mit dem die gleichgeschlechtliche Ehe legalisiert wurde.
In seiner Position im Ministerium hat er sich für engere Beziehungen zur Pazifikregion und deren Unterstützung bei der Entwicklung eingesetzt. Hawke sagte: „Ihr Wohlstand ist unser Wohlstand.“ Er unterstützte die Neuordnung der Auslandshilfe, die eine Kürzung des Budgets für Auslandshilfe vorsieht und nach Ansicht von Kritikern China mehr Einfluss im Pazifikraum verschafft. Diese neuen engeren Beziehungen erforderten jedoch keine weiteren Maßnahmen zum Klimawandel, obwohl die führenden Politiker der Pazifikregion Australien aufforderten, seine Kohlenstoffemissionen zu reduzieren, um den tief liegenden Pazifikinseln zu helfen.
Hawke vertrat konsequent die Ansicht, dass die Regierung ihren Klimaschutz verringern sollte. In seinen Reden zur Einführung der Kohlenstoffsteuer der Gillard-Regierung sprach Hawke davon, dass die Maßnahmen nicht ausreichen, um einen bedeutenden Wandel zu bewirken, und daher nicht durchgeführt werden sollten. Er hat auch behauptet, dass niemand mehr als Australien getan hat, um die Auswirkungen des regionalen Klimawandels zu negieren, eine Behauptung, die die pazifischen Nationen zurückweisen.
Hawke lehnte es ab, als stellvertretender Einwanderungsminister in den Fall einer geistig behinderten Frau einzugreifen, die von ihrer Familie zu Hause gepflegt wurde, als sie einen Antrag auf Daueraufenthalt stellte. Die Entscheidung der Einwanderungsbehörde hätte eine Rückkehr in ihr Herkunftsland bedeutet, wo sie keine Familie hatte und wahrscheinlich in einem Heim untergebracht worden wäre.
Am 14. Januar 2022 machte Hawke von seinen persönlichen ministeriellen Befugnissen gemäß Abschnitt 133C des Migrationsgesetzes von 1958 Gebrauch und annullierte das Visum des serbischen Tennisspielers Novak Đoković, der auf Platz 1 der ATP-Rangliste steht, wenige Tage vor dem Beginn der Australian Open 2022. Das Visum wurde aus „Gründen der Gesundheit und der guten Ordnung“ annulliert, und es wird erwartet, dass Đoković abgeschoben wird, sobald alle Rechtsmittel ausgeschöpft sind.

## Kontroversen
Im Jahr 2018 sagte Hawke, er unterstütze nachdrücklich neue Regeln, die es religiösen Schulen erlauben, Schüler, die homosexuell, bisexuell oder transsexuell sind, von der Schule zu verweisen, und warnte davor, dass Menschen des Glaubens in Australien angegriffen würden: „Ich glaube nicht, dass es in Australien umstritten ist, dass die Menschen von religiösen Schulen erwarten, dass sie die Ausübung ihres Glaubens und ihrer Religion lehren [...] Wir sprechen hier hauptsächlich über das Grundschulsystem und sehr junge Menschen, die noch nicht volljährig sind. Das ist also ein erfundenes Problem, das die Linke aufwirft, um zu versuchen, die Religionsfreiheit zu umgehen.“
Ebenfalls im Jahr 2018 berichtete BuzzFeed News, dass Alex Hawke die hochrangigen Parteimitglieder Scott Morrison und Tony Abbott für Druckdienstleistungen ausgab, obwohl er einen Sitz mit einem Vorsprung von 21,4 % hielt. Das für den Druck verantwortliche Unternehmen, Zion Graphics, besaß keine kommerzielle Druckerei, sondern lagerte den Druck aus und verlangte einen Aufschlag für den Service. Zion Graphics gehörte Rudy Limantono, dem damaligen Vorsitzenden der Liberalen Partei von Bella Vista und Parteispender. Limantono erhob eine Verleumdungsklage gegen BuzzFeed, die 2019 außergerichtlich beigelegt wurde. BuzzFeed entschuldigte sich und stellte in einer Erklärung klar, dass es nicht beabsichtigt hatte, Zion Graphics als etwas anderes als ein legitimes Unternehmen darzustellen. Eine Nachuntersuchung von Australian Printer ergab, dass der Drittanbieter, von dem BuzzFeed behauptet hatte, Zion Graphics habe Druckdienstleistungen in Anspruch genommen, Hills Banners, niemals Zion Graphics als Kunden oder Geschäftspartner gehabt hatte.
Hawke beschuldigte die erste ins Parlament Australiens gewählte muslimische Frau, die gebürtige Ägypterin Anne Aly, zu denken, dass „ihre Vielfalt etwas Besseres sei als die Vielfalt anderer“. Als Hawke zu diesen Äußerungen befragt wurde, antwortete er, dass die Australian Labor Party „Empörung vortäusche und fälschlicherweise Rassismus behaupte“, um eine Debatte zu unterbinden, und dass sie „auf Identitätspolitik fixiert sei und sich ständig über alles und jeden aufrege“.